# Chester Carlson
Pour les articles homonymes, voir Carlson.
Chester Floyd Carlson (né le 8 février 1906 à Seattle, mort le 19 septembre 1968) est un physicien américain, ingénieur et inventeur, connu pour avoir inventé en 1938 l'électrophotographie, qui produit une copie "sèche", permettant l'essor de la photocopie, la télécopie et l'impression laser.

## Biographie
Il se passionne très jeune pour le milieu de l'imprimerie, et a créé un journal dès l'âge de 10 ans. Alors qu'il est au lycée, il crée un journal à vocation scientifique, mais se heurte au problème de la reproduction.
Le principe de l'électrophotographie était compris par Jean-Jacques Trillat dès 1935. Chester Carlson produit la première photocopie le 22 octobre 1938 avec l'aide du physicien allemand Otto Kornei, et dépose un brevet le 6 octobre 1942. Il propose ce brevet à Kodak qui le refuse, et le revend finalement à l'institut américain Batelle Development Corporation, brevet qui est finalement racheté par la Haloid Company en 1947. La technique est industrialisée par Robert Gundlach, et la société Haloid est renommée Haloid Xerox en 1958 puis Xerox en 1961.
Chester Carlson est mort d'une crise cardiaque en 1968. Il a été honoré par la gravure d'un timbre à son effigie en 1988.